# Oenopota levidensis
Oenopota levidensis é uma espécie de gastrópode do gênero Oenopota, pertencente a família Mangeliidae.